# Gare de Chauffailles
Gare de Chauffailles vasútállomás Franciaországban, Chauffailles településen.

## Vasútvonalak
Az állomást az alábbi vasútvonalak érintik:
- Paray-le-Monial-Givors-Canal-vasútvonal

## Kapcsolódó állomások
A vasútállomáshoz az alábbi állomások vannak a legközelebb:
- Gare de La Clayette - Baudemont
- Gare de Lamure-sur-Azergues